# Rush (Fernsehserie, 2014)
Rush ist eine US-amerikanische Fernsehserie mit Tom Ellis in der Hauptrolle als namensgebenden Hauptdarsteller William P. Rush. In den USA feierte die Serie am 17. Juli 2014 ihre Premiere beim Sender USA Network. Eine deutsche Erstausstrahlung erfolgte auf der Abruf-Plattform Maxdome.
Die Serie wurde nach nur einer Staffel mit 10 Folgen eingestellt.

## Inhalt
Dr. William P. Rush ist ein Hausarzt der Schönen und Reichen in Los Angeles. Jedoch machen ihm nicht nur seine Patienten zu schaffen, welche er oftmals heimlich behandelt. Vielmehr bereitet ihm sein bewegtes Privatleben Probleme.

## Besetzung und Synchronisation
Die deutsche Synchronisation der Serie entstand bei der EuroSync GmbH, Berlin unter Dialogbuch von Bianca Krahl und Dialogregie von Stephan Rabow.
| Schauspieler   | Charakter           | Synchronsprecher   |
| -------------- | ------------------- | ------------------ |
| Tom Ellis      | Dr. William P. Rush | Frank Schaff       |
| Larenz Tate    | Dr. Alex Burke      | Fabian Heinrich    |
| Sarah Habel    | Eve Parker          | Annina Braunmiller |
| Rick Gonzalez  | Manny Maquis        | Nico Mamone        |
| Odette Annable | Sarah               | Sarah Riedel       |
| Rachel Nichols | Corinne Rush        | Debora Weigert     |

## Produktion
Obwohl die Handlung der Serie in Los Angeles spielt, wurde die Serie in Vancouver gedreht.